# Рудник Сума
Рудник Сума — гірничодобувний майданчик у Меланезії, в державі Соломонові острови.
У центральній частині архіпелагу на південному завершенні острова Санта-Ісабель виявлені численні ділянки нікелевого зруднення. Права на розробку одного з них отримала гонконзька Win Win Investment Mining, що діяла через Solomon Island Resources Company (SIRC). Станом на початок 2021-го SIRC вже спорудила причал та дорогу, проте поступ проєкту загальмував скандал навколо здійсненої в 2020-му спроби Win Win нелегально вивезти 1,7 кг золота, видобутого на іншому острові архіпелага Гуадалканалі, замаскувавши його під геологічні зразки (що, відповідно, тягнуло за собою ухилення від сплати роялті). Того ж 2021-го продовжити роботи спробувала компанія Go Win, проте місцеве плем'я виступило проти, оскільки за нею стояли ті ж кінцеві бенефіціари, що й за Win Win. Втім, в 2022-му ситуацію з контрабандою золота врегулювали в адміністративному порядку, що дозволило Win Win/SIRC відновити проєкт.
Нікелеві поклади на Санта-Ісабель залягають у приповерхневих пластах, тому їх розробка ведеться відкритим способом. Руда доправляється до узбережжя для відправки далі морським шляхом.
Станом на березень 2023-го на складському майданчику копальні вже було 90 тисяч тонн руди, для відправки якої очікували отримання відповідної ліцензії. Відвантаження почались того ж року і станом на червень 2024-го відправили три суднові партії (при цьому місцеві мешканці стверджували, що досі не отримали якихось раніше погоджених виплат).
За однією з оцінок, ресурси копальні Сума становлять близько 10 млн тонн руди.